# Yambo Kenia
Yambo Kenia es una comparsa lubola originaria del barrio de Buceo, Uruguay.
La comparsa funciona desde hace más de 30 años. Su director es Carlos Larraura. Entre sus participantes, contó con Hugo «Cheché» Santos y Luis Trochón.

## Trayectoria

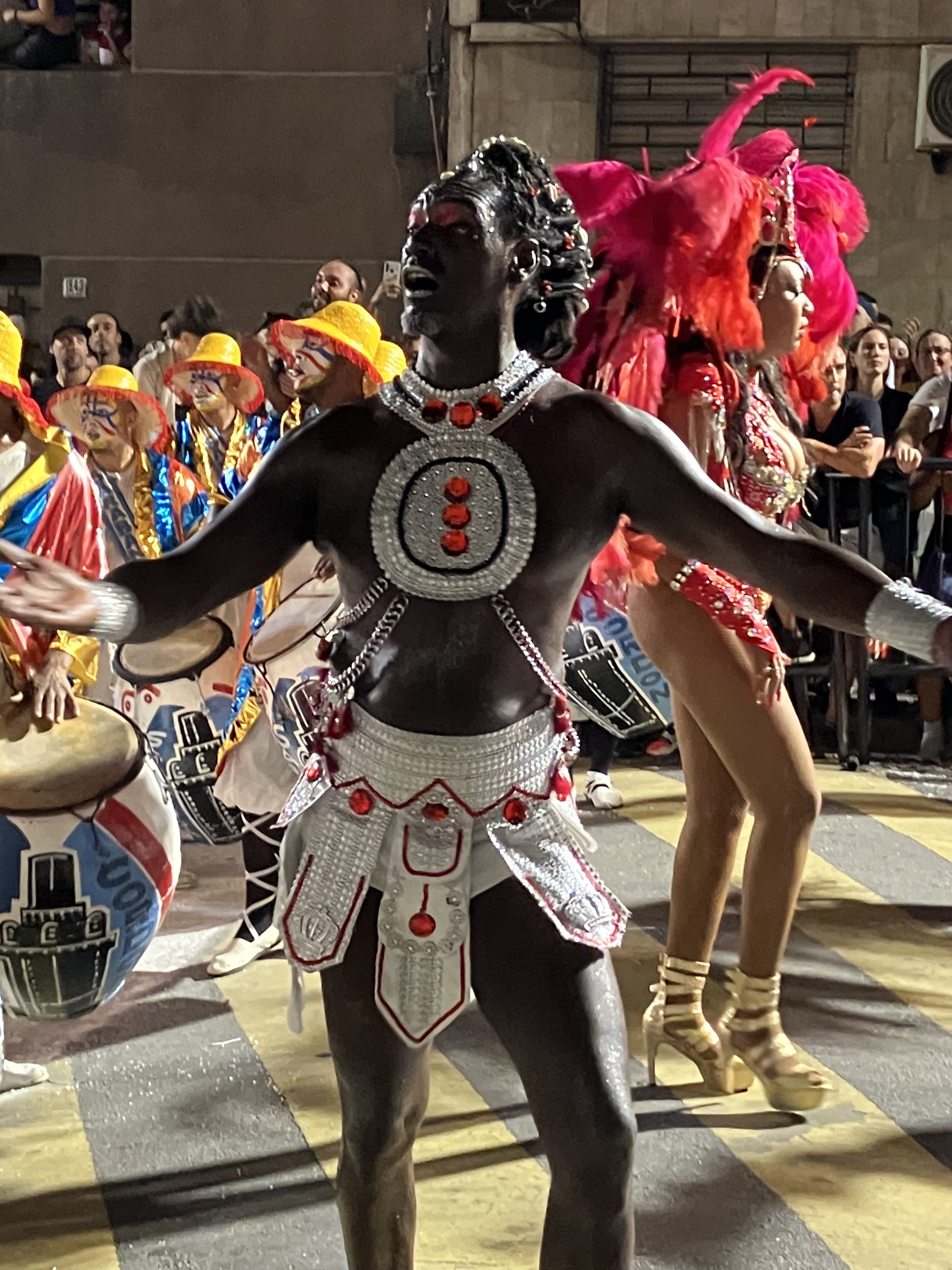
Bailarín de Yambo Kenia que acompaña a la vedette en 2023.

Ha obtenido varios primeros premios en desfiles de llamadas y concursos oficiales de carnaval.

## Posiciones
Resultados obtenidos desde su ingreso al carnaval en 1993.
| 1993 | 1994 | 1995 | 1996 | 1997 | 1998 | 1999 | 2000 | 2001 | 2002 | 2003 | 2004 | 2005 | 2006 | 2007 | 2008 | 2009 |
| ---- | ---- | ---- | ---- | ---- | ---- | ---- | ---- | ---- | ---- | ---- | ---- | ---- | ---- | ---- | ---- | ---- |
| 6º   | 1º   | 1º   | 2º   | 4º   | 1º   | 1º   | 1º   | 1º   | 1º   | 2º   | n/p  | 4º   | 1º   | 1º   | 3º   | 3º   |

| 2010 | 2011 | 2012 | 2013 | 2014 | 2015 | 2016 | 2017 | 2018 | 2019 | 2020 | 2021 | 2022 | 2023 | 2024 |
| ---- | ---- | ---- | ---- | ---- | ---- | ---- | ---- | ---- | ---- | ---- | ---- | ---- | ---- | ---- |
| 2º   | 2º   | 1º   | 3º   | 1º   | 4º   | 3º   | 1º   | 1º   | 2º   | 2º   | *    | n/p  | 5º   |      |

n/p: No participó  *: No hubó carnaval, suspendido debido a la pandemia de COVID-19
     Obtuvieron primer premio
     No accedieron a la liguilla